# Fausto Gozzi
Pour les articles homonymes, voir Gozzi.
Fausto Gozzi, né le 18 février 1965 à Viadana, est un mathématicien italien et professeur d'université.

## Biographie
Fausto Gozzi est diplômé en mathématique, magna cum laude, à l'université de Pise, en 1987 et à l'École normale supérieure de Pise en 1989, magna cum laude, sous la direction de Giuseppe Da Prato.
Il est professeur titulaire de mathématiques, pour l'économie et les finances, à l'université Luiss (Rome, Italie).
Ses sujets de recherche concernent principalement : le contrôle optimal pour les systèmes déterministes et stochastiques, de taille finie et infini - et leurs applications à l'économie, à la finance,  à l'assurance, à la dynamique des fluides - et les équations aux dérivées partielles (les équations de Bellman pour les problèmes du contrôle optimal).
Dans la finance il s'interesse aux problèmes des produits dérivés, à la gestion optimale des portefeuilles et aux modèles avec des capitaux hétérogènes.
Il est l'auteur de nombreux articles dans divers domaines : mathématique, économie et finance. Il a à son actif près de no 100 publications.

## Carrière
Fausto Gozzi a été invité, en tant que professeur, à l'université de Bielefeld, à l'université Bocconi - Milan, à la London School of Economics (LSE), à l'université d'Osaka, au Georgia Institute of Technology - Atlanta USA, à l'université de Padoue, à l'université de Milan, à l'Imperial College London, à l'institut Henri-Poincaré - Paris, à l'École nationale supérieure de techniques avancées (ENSTA) - Paris, à l'École royale polytechnique (KTH) - Stockholm, à l'université du Mans, à l'université de Leeds, à l'université de Trente et à l'université technique de Berlin (TU Berlin).
- 2003- , Professeur titulaire (full professor), université Luiss - Rome.
- 1998-2003, Professeur adjoint à la chaire, université de Rome « La Sapienza ».
- 1990-1998, Chercheur, université de Pise.
- 1998, Perfezionamento (PHD) en mathématique, École normale supérieure de Pise.
- 1987, Laurea en mathématique, université de Pise.

## Publications (sélection)

### Livres
- (it) Marco Castellani et Fausto Gozzi, Matematica di base per l'economia e l'azienda. Esercizi e temi d'esame svolti, Esculapio, 2006, 464 p. (ISBN 978-8874881444)
- (it) Marco Buscema, Marco Castellani et Fausto Gozzi, Precorso di matematica, Esculapio, 2007, 224 p. (ISBN 978-8874882267)
- (en) Giorgio Fabbri, Marco Fuhrman, Fausto Gozzi, Andrzej Święch et Gianmario Tessitore, Stochastic optimal control in infinite dimension : dynamic programming and HJB equations, Cham, Springer International Publishing, 2017, XXIII-916 p. (ISBN 978-3319530666, lire en ligne)

### Articles
- (en) « Regularity of solutions of a second order Hamilton-Jacobi equation and application to a control problem », Communications in Partial Differential Equations, vol. 20,‎ 1995, p. 775-826 (lire en ligne).
- (en) « Global Regular Solutions of Second Order Hamilton–Jacobi Equations in Hilbert Spaces with Locally Lipschitz Nonlinearities », Journal of Mathematical Analysis and applications, vol. 198,‎ 1996, p. 399-443 (lire en ligne).

### Articles en collaboration
- (en) Sandra Cerrai et Fausto Gozzi, « Strong solutions of Cauchy problems associated to weakly continuous semigroups », Differential and Integral Equations, Khayyam Publishing, vol. 8,‎ 1995, p. 465-486 (lire en ligne).
- (en) Emilio Barucci et Fausto Gozzi, « Technology adoption and accumulation in a vintage-capital model », Journal of economics, vol. 74,‎ 2001, p. 1-38 (lire en ligne).
- (en) Fausto Gozzi, Sivaguru S. Sritharan et Andrzej Święch, « Viscosity Solutions of Dynamic-Programming Equations for the Optimal Control of the Two-Dimensional Navier-Stokes Equations », Archive for rational mechanics and analysis, vol. 163,‎ 2002, p. 295-327 (lire en ligne).
- (en) Beniamin Goldys, Fausto Gozzi et Jan van Neerven, « On Closability of Directional Gradients », Potential Analysis, vol. 18,‎ 2003, p. 289-310 (lire en ligne).
- (en) Giorgio Fabbri et Fausto Gozzi, « Solving optimal growth models with vintage capital : The dynamic programming approach », Journal of Economic Theory, vol. 143,‎ 2008, p. 331-373 (lire en ligne).
- (en) Fausto Gozzi, Carlo Marinelli et Sergei Savin, « On controlled linear diffusions with delay in a model of optimal advertising under uncertainty with memory effects », Journal of Optimization theory and applications, vol. 142,‎ 2009, p. 291-321 (lire en ligne).
- (en) Marina Di Giacinto, Fausto Gozzi et Federico Salvatore, « Pension funds with a minimum guarantee: a stochastic control approach », Finance and Stochastics-Forthcoming, Department of Statistics-University of Bonn,‎ 2011, p. 297-342 (lire en ligne).
- (en) Elena Bandini, Tiziano De Angelis, Giorgio Ferrari et Fausto Gozzi, « Optimal dividend payout under stochastic discounting », Mathematical Finance, vol. 32,‎ 2022, p. 627-677 (lire en ligne).